# Katrín Jakobsdóttir
Katrín Jakobsdóttir ['kaːtrin 'jaːkopstoʊhtɪr], född 1 februari 1976 i Reykjavik, är en isländsk politiker och tidigare statsminister i Island och partiledare för Vänsterpartiet – de gröna. Från 2002 till 2006 satt hon i Reykjaviks stadsfullmäktige, men sedan Alltingsvalet 2007 är hon Alltingsledamot. Hon var Islands utbildnings- och kulturminister från 2009 till 2013. I den rollen var hon den första kulturministern som tillsammans med flera andra ministerier och kulturorganisationer utredde det isländska kulturlivets betydelse och påverkan på den isländska ekonomin. Jakobsdóttir var Islands statsminister från den 30 november 2017 till den 9 april 2024 i en koalitionsregering mellan Vänsterpartiet – de gröna, Självständighetspartiet och Framstegspartiet då hon efterträddes av Bjarni Benediktsson.
Katrín Jakobsdóttir är gift och har tre söner. Hon läste isländska och franska vid Islands universitet samt har en magisterexamen i isländsk litteratur. 2022 debuterade Katrín som romanförfattare när hon skrev kriminalromanen Reykjavík tillsammans med kriminalförfattaren Ragnar Jónasson. 